# Sanda Dubravčić
Sanda Dubravčić-Šimunjak, född 24 augusti 1964 i Zagreb, i dåvarande Jugoslavien, kroatisk före detta konståkare och numera läkare.
1976 slutade Dubravčić på sjunde plats vid världsmästerskapet för juniorer som hölls i Megève i Frankrike. Hon debuterade sedan som vuxen konståkerska 1977 i Helsingfors, Finland.
1984 tände hon den olympiska elden i Olympiska vinterspelen 1984 som hölls i Sarajevo.